# 梅爾索姆岩
梅爾索姆岩（英語：Melsom Rocks），是南極洲的岩石，位於南奧克尼群島的科羅內申島西北端，處於德斯佩爾岩以北4公里，在1821年12月被發現和繪入地圖，現時由南極條約體系管理。